# Manito (film)
Manito è un film indipendente statunitense del 2002 scritto e diretto dal regista esordiente Eric Eason. Girato nello stile del cinema verità, Manito racconta 48 ore piene di vicissitudini nella vita di una famiglia latina di Washington Heights. Divenuto uno dei film più acclamati dalla critica dell'anno, Manito è stato acclamato come una pellicola che ha annunciato il riemergere del neorealismo americano e ha vinto un premio speciale della giuria per il miglior cast d'ensemble al Sundance Film Festival e il premio al miglior regista emergente al Tribeca Film Festival.

## Trama
Manito è ambientato sullo sfondo di un centro città mutevole che un tempo era un quartiere pieno di teppisti, droga, povertà e violenza ed era soprannominato la capitale della cocaina degli Stati Uniti. I protagonisti sono i due fratelli Junior Moreno, un ex detenuto che lotta per riavere la sua vita e Manny Moreno, il salutatorian (quindi uno dei migliori studenti) della sua classe di liceo. Sebbene gli spacciatori stiano scomparendo dal quartiere, la loro violenta eredità continua a gettare un'ombra sul quartiere e sui suoi abitanti. Il film inizia la mattina della laurea di Manny, quando vari personaggi si alzano con riluttanza, comunicando tra loro in discussioni sovrapposte e conversazioni al cellulare. Il "fusto" Junior Moreno incanala immediatamente la sua aggressività verso la moglie Miriam e il caposquadra messicano che recluta lavoratori giornalieri per l'impresa di intonacatura non del tutto legale di Junior. Le ragioni della sofferenza di Miriam sono ovvie: essere marito e padre non ha soffocato per niente l'istinto da seduttore di Junior, a contatto con facoltose clienti d'affari.
La giornata è incentrata su un grande evento: il fratello minore Manny si sta diplomando al liceo - è in programma una grande festa - e frequenterà in seguito la Syracuse University con una borsa di studio. È il beniamino di tutti, incluso suo nonno. Evidentemente assente dai preparativi, tuttavia, è il padre suo e di Junior, Oscar, che gestisce una bodega nel quartiere ma è ostracizzato dai parenti. Solo nel corso della storia, dopo che è stato cacciato dalla chiassosa celebrazione, apprendiamo perché: le attività criminali di Oscar hanno portato Junior in prigione, dopodiché il padre ha abbandonato lui e il resto della famiglia. L'arrivo inaspettato di questa pecora nera getta un'ombra di conflitto sulla festa fino a quel momento chiassosa. In seguito, Manny insiste per accompagnare a casa la sua ragazza, la splendida compagna di classe Marisol, una madre single. In metropolitana, due teppisti ubriachi li infastidiscono e i due sono costretti a scappare a malapena. Scosso, Manny rifiuta l'offerta di dormire lì. Marisol, temendo che i teppisti stiano ancora aspettando fuori, gli dà una pistola "per protezione".
La mattina dopo inizia con una nuova serie di telefonate al cellulare: Manny è in prigione per aver sparato a un aggressore che ora è in coma; il secondo aggressore è ancora latitante. Junior sa per esperienza che il fratellino non riuscirà a sopravvivere a lungo in prigione, soprattutto da quando è stato trasferito nell'isola di Rikers.
Quando i tentativi disperati di Junior di raccogliere i soldi della cauzione e assicurarsi un avvocato decente, si rivelano infruttuosi, soffoca la sua amarezza e chiede aiuto a Oscar. Il loro confronto teso, poi terrificante, raggiunge un terribile vicolo cieco che lascia il futuro della famiglia più oscuro di prima.